# Vescomtat de Thro
El vescomtat de Thro fou una jurisdicció feudal de Bretanya centrada al castell de Thro al país de Porhoët; inicialment els vescomtes o comtes de Porhoët es van titular vescomtes de Thro i el seu centre éra el castell de Thro (Château-Trô a la moderna comuna de Guilliers.
El primer vescomte esmentat fou Guethenoc o Guéthénoc vers 1008; és anomenat en una carta del 1021 en que apareixen el vescomte Alan (Alan "Caignart") de Cornualla i Judicaël bisbe de Vannes amb relació a l'abadia de Redon; va concedir drets a l'abadia de Redon en carta del 1040. Es va casar amb Allaruma o Alarun, filla del vescomte Benedicte de Cornualla († vers 1022 amb prop de 90 anys) i, per tant, l'enllaç degué ser anterior a aquesta data. Va tenir un fill, Joscelí que el va succeir amb el títol de vescomte de Bretanya i de Rennes esmentat en carta datada el 1050 amb relació a l'abadessa de Sant Jordi de Rennes, i en una donació a Redon vers el 1066 i va morir vers 1074. Va tenir quatre fills: Mainguy (possible bisbe de Rennes vers 1066 segons Tresvaux), Roger, Eudes I i un altre de nom desconegut que fou monjo a Sant Jordi de Rennes. Eudes I va agafar el títol de vescomte de Porhet després convertit en comte de Porhoët.
Vegeu: Comtat de Porhoët